# Richard von Wettstein
Richard von Wettstein, Ritter von Westersheim (Vienna, 3 giugno 1863 – Trins, 10 agosto 1931), è stato un botanico austriaco, noto per aver introdotto un sistema di classificazione filogenetico delle piante.

## Biografia
Professore di botanica all'Università di Praga, a partire dal 1892 e poi all'università di Vienna a partire dal 1900, è stato uno specialista di Pteridophyta, Micologia, Alghe e Spermatophyta. È noto per i suoi studi di sistematica e per aver ideato una classificazione delle piante, basata su criteri filogenetici, nota come "Classificazione di Wettstein".

## Scritti
- Richard Wettstein, von, Handbuch der systematischen Botanik, Leipzig, Deuticke, 1911.
- Richard Wettstein, von, Botanica sistematica. Vol. 1: Parte generale, Tallofite, Archegoniate, Gimnosperme; prima traduzione italiana sulla terza edizione originale a cura del dott. Aser Poli ; prefazione del dott. Oreste Mattirolo, Torino, UTET, 1926.
- Richard Wettstein, von, Botanica sistematica. Vol. 2: Angiosperme ; prima traduzione italiana sulla terza edizione originale per cura del dott. Aser Poli ; prefazione del prof. Oreste Mattirolo, Torino, UTET, 1927.
- Richard Wettstein, von, Untersuchungen uber einen neuen pflanzlichen Parasiten des menschlichen Korpers, Wien, k. k. Hof- und Staatsdruckerei, 1885.
- Richard Wettstein, von, Der Neo-Lamarckismus und seine Beziehungen zum Darwinismus, Jena, G. Fischer, 1903.
- Richard Wettstein, von, Grundzuge der geographisch-morphologischen Methode der Pflanzensystematik, Jena, Fischer, 1898.
- Richard Wettstein, von, Monographie der Gattung Euphrasia, Leipzig, Engelmann, 1896.
- Richard Wettstein, von, Anthopeziza, Wien, A. Holder, 1885.
- Richard Wettstein, von, Vorarbeiten zu einer Pilzflora der Steiermark, Wien, A. Holder, 1885.
- Richard Wettstein, von, Beitrag zur Pilzflora der Bergwerke, Wien, C. Ueberreuter, 1884.